# Кирпичёвский
Кирпичёвский (Кирпичевский) — хутор в Новоаннинском районе Волгоградской области России. Входит в состав Галушкинского сельского поселения. Население 87 человек (2010).

## География
Расположен в северо-западной части области, у административной границы с Новониколаевским районом. Протекает р. Кардаил.
Уличная сеть состоит из двух географических объектов: ул. Вишневая и ул. Центральная
Абсолютная высота 101 метр над уровнем моря
.

## Население
| 2010 |
| ---- |
| 87   |

Гендерный состав
По данным Всероссийской переписи населения 2010 года в гендерной структуре населения из 87 человек мужчин — 47, женщин — 40 (54,0 и 46,0 % соответственно).
Национальный состав
Согласно результатам переписи 2002 года, в национальной структуре населения
русские составляли 93 % из общей численности населения в 118 человек

## Инфраструктура
Развитое сельское хозяйство. Личное подсобное хозяйство.

## Транспорт
Проходит дорога, идущая от хутора Нижнекардаильский (Куликовское сельское поселение) до центра Галушкинского сельсовета хутора Галушкинский.